# Palpomyia pallida
Palpomyia pallida är en tvåvingeart som först beskrevs av Tokunaga 1966.  Palpomyia pallida ingår i släktet Palpomyia och familjen svidknott. Inga underarter finns listade i Catalogue of Life.